# 土魯斯水塔

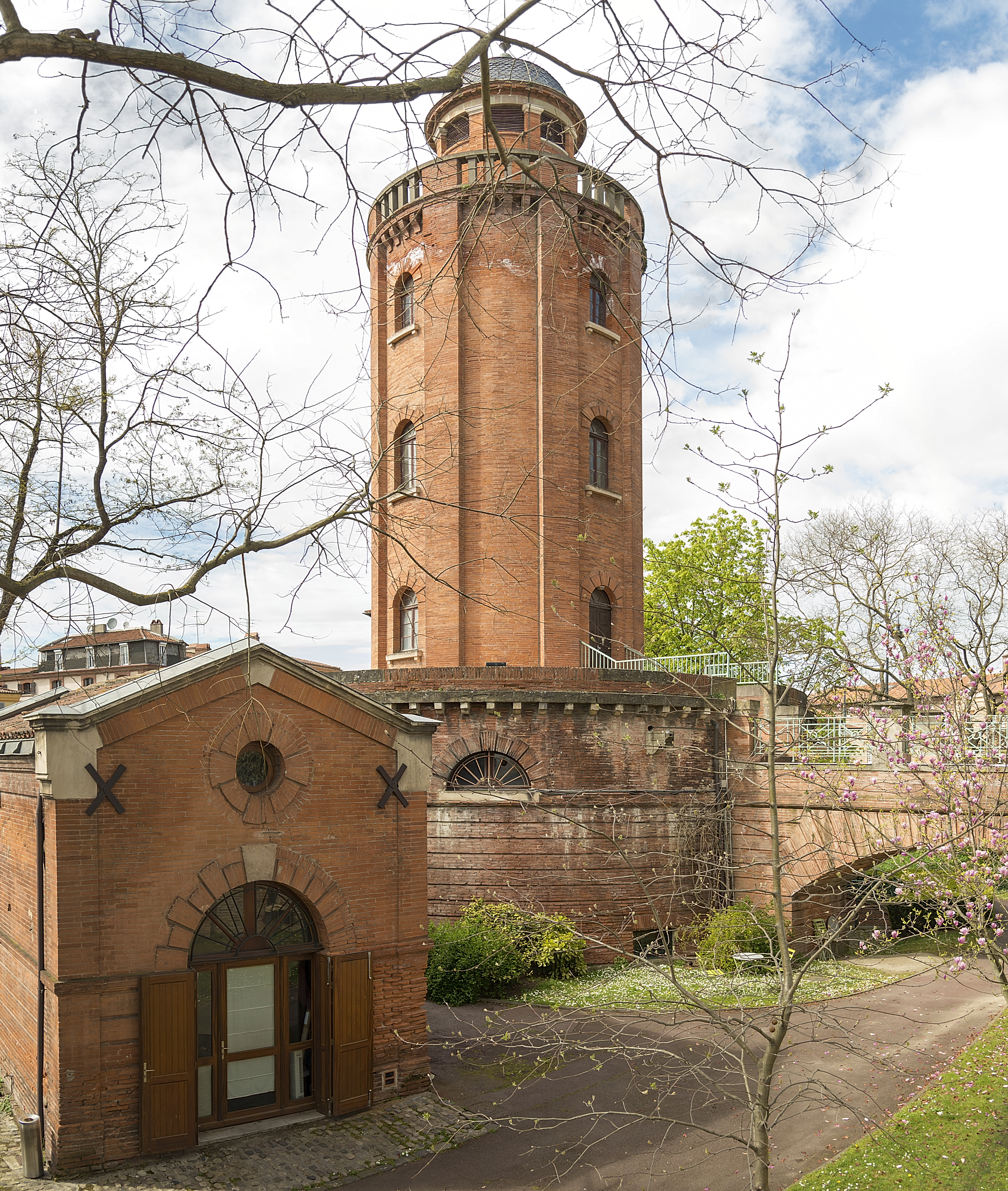
土魯斯水塔

土魯斯水塔（法語：Le château d’eau) 是位於法國城市土魯斯的一個水塔建築。

## 历史
修建於19世紀。現在土魯斯水塔作為攝影作品博物館被使用。攝影作品博物館成立於1974年，是世界歷史最久的攝影作品博物館之一。